# Männer machen Mode
Männer machen Mode ist eine US-amerikanische Musicalkomödie aus dem Jahr 1952 von Mervyn LeRoy mit Kathryn Grayson und Red Skelton in den Hauptrollen. Der Film wurde von Metro-Goldwyn-Mayer produziert und basiert auf dem Roman Gowns by Roberta von Alice Duer Miller und dem Musical Roberta von Jerome Kern.

## Handlung
Der Theaterproduzent Tony Naylor und seine Partner, die Autoren Al Marsh und Jerry Ralby, geben eine Party, um Sponsoren für ihre neue Show zu gewinnen. Da sie kein Startkapital haben, bleiben sie erfolglos. Al erhält einen Brief, der ihn vom Tod seiner Tante Roberta informiert, die in Paris als Modedesignerin tätig war und ihr Unternehmen Al vererbt hat. Mit einem Darlehen von der Tänzerin Bubbles Cassidy, die in Tony verliebt ist, fliegt Al mit Tony und Jerry nach Frankreich. Sie hoffen, dort das Unternehmen verkaufen und somit ihre Show finanzieren zu können.
In Paris erfahren die drei Freunde, dass Stephanie und Clarisse, Tante Robertas adoptierte Nichten, Als Erbanteil nicht auszahlen können, da der ehemals elegante Modesalon in tiefen Schulden steckt. Tony hält Stephanies Design für altmodisch und unelegant. Er will das Geschäft wieder beleben, damit Al ausgezahlt werden kann. Er erzählt Al und Jerry, dass er eine prachtvolle Modenschau plant. Jerry, der sich zu Clarisse hingezogen fühlt, willigt ein. Er schlägt vor, die Schwestern zu überzeugen, für die Modenschau Musik, Tanz und erstklassige Models zu akzeptieren. Während Jerry und Clarisse im Paris unterwegs sind, erklärt Tony Stephanie seinen Plan. Dabei merken beide ihre gegenseitige Anziehung. Stephanie befürchtet, dass die Gläubiger einer aufwendigen Show nie zustimmen werden, doch Tony schafft es, die Bankiers vom Sponsoring der Modenschau zu überzeugen.
Während der Vorbereitung der Modenschau verlieben sich Tony und Stephanie. Unerwartet erscheint Bubbles in Paris. Stephanie glaubt, dass Tony und Bubbles ein Paar seien und zieht sich traurig zurück. Al hingegen, insgeheim in Stephanie verliebt, ist froh über Bubbles Erscheinen. Als Tony mit Bubbles Montmartre besichtigt, fragt Al Stephanie um eine Verabredung. Bubbles hat Tonys Gefühle für Stephanie erkannt und ist betroffen, als Al und Stephanie den gleichen Nachtclub besuchen wie sie und Tony. Kurz darauf kommen auch Jerry und Clarisse im Club an. Das Model Zsa Zsa schließt sich mit ihrem wohlhabenden Begleiter Max der Gruppe an. Bald sind alle bis auf Bubbles betrunken, die verärgert einem romantischen Tanz zwischen Tony und Stephanie zuschaut. Zum Abschluss fährt Bubbles mit Al im Taxi heim, nachdem Tony erklärt hat, mit Stephanie noch über Geschäftliches sprechen zu müssen. Im Taxi rührt Al Bubbles mit seinem Wunsch nach einem Familienleben mit Frau und sechs Kindern. Als ihr klar wird, dass Al sie in seinem Rausch für Stephanie hält, wird sie wütend. In einem anderen Taxi küssen sich Tony und Stephanie. Sofort danach schläft Stephanie ein und erwacht am nächsten Morgen mit fürchterlichen Kopfschmerzen. Sie kann sich an den Abend nicht mehr erinnern und ist verwirrt über Als Aussage, dass er alles, was er im Taxi gesagt habe, auch wirklich so meine. Nach einer Weile kann Stephanie das Missverständnis klären und Al klarmachen, dass sie seine Gefühle nicht erwidere. Als Al gegangen ist, erscheint Tony und erinnert sie an den Kuss. Nun gestehen sie sich gegenseitig ihre Liebe. 
Tony, Al, Jerry, Bubbles, Stephanie und Clarisse werden zu einer Party von Max eingeladen. Al und Bubbles bemitleiden sich gegenseitig wegen Tony und Stephanie. Nachdem Al und Jerry zur Begeisterung der Gäste einen Song vortragen, erkennen sie und Tony, dass es sich bei Max um den Broadwayproduzenten Max Foglesby handelt. Sofort versuchen sie, ihn für ihre Broadway-Show zu begeistern. Nach stundenlanger Verhandlung ist Tony bereit, sofort mit Max nach New York zu fliegen. Stephanie ist traurig, als sie erkennt, dass sich Bubbles Warnung, Tony sei ein Egoist, bewahrheitet. 
Nach mehreren Wochen sind die Vorbereitungen für die Broadway-Show ins Stocken geraten. Tony ist sich klar, dass sein früherer Erfolg nur mit der Zusammenarbeit mit Al und Jerry zu Stande gekommen ist. Max hat erkannt, dass Tony das Verlassen seiner Freunde zu schaffen macht. Von Zsa Zsa erfährt er, dass Al und Jerry Probleme mit der Modenschau in Paris haben. Max will mit Tony zurück nach Paris fliegen und verspricht, die Modenschau im Erfolgsfall auch am Broadway zu produzieren. Tony erscheint, als Stephanie und Clarisse gerade mit ihren Gläubigern verhandeln. Tonys Entschuldigung für sein selbstsüchtiges Verhalten gibt allen einen Motivationsschub. Die Modenschau wird zu einem großen Erfolg. Im Finale tanzt Tony mit Stephanie, Jerry mit Clarisse und Al mit Bubbles.

## Produktion

### Hintergrund
Gedreht wurde der Film von Ende September bis Mitte November 1951 in den MGM-Studios in Culver City.
Als MGM die Rechte an dem Bühnenstück Roberta erwarb, wurde entschieden, das Drehbuch der 1935 von RKO Pictures produzierten Verfilmung Roberta umzuschreiben, wobei die Grundstruktur der Neuverfilmung die gleiche ist wie beim Musical und dem Originalfilm.
Zsa Zsa Gabor, die hier ihr Spielfilmdebüt gab, sprach ausschließlich Französisch. Zunächst war geplant, ihre Dialoge mit englischen Untertiteln zu versehen, davon wurde aber abgesehen.
Der Kostümbildner Gilbert Adrian kehrte nach 10-jähriger Pause zu MGM zurück. Für ihn war es die letzte Filmarbeit.

### Stab
Cedric Gibbons und Gabriel Scognamillo oblag die künstlerische Leitung. Jack D. Moore und Edwin B. Willis waren für das Szenenbild zuständig, Gilbert Adrian für die Kostüme, William Tuttle und Jack Truwe für das Maskenbild. Verantwortlicher Toningenieur war Douglas Shearer. A. Arnold Gillespie schuf die Spezialeffekte. Howard W. Koch arbeitete als Regieassistent, Vincente Minnelli inszenierte die finale Modenschau.

### Besetzung
In kleinen nicht im Abspann erwähnten Nebenrollen traten Franklyn Farnum, Harold Miller, Hans Moebus und Pierre Watkin auf.

### Musik
Jerome Kern, Autor des Musicals, schrieb folgende Songs:
- The Most Exciting Night (Text von Dorothy Fields)
- You're Devastating (Text von Otto Harbach, zusätzlicher Text von Dorothy Fields)
- I'll Be Hard to Handle (Text von Bernard Dougall, überarbeitet von Dorothy Fields)
- Smoke Gets in Your Eyes (Text von Otto Harbach)
- Yesterdays (Text von Otto Harbach)
- The Touch of Your Hand (Text von Otto Harbach)
- Lafayette (Text von Dorothy Fields)
- I Won't Dance (Text von Dorothy Fields)
- Opening Night (Text von Dorothy Fields)
- Lovely to Look At (Text von Dorothy Fields und Jimmy McHugh)

Carmen Dragon und Saul Chaplin waren die musikalischen Direktoren, Léo Arnaud der Orchesterleiter und Hermes Pan der Choreograph der Musicalnummern.

## Synchronisation
| Rolle           | Schauspieler    | Deutscher Synchronsprecher |
| --------------- | --------------- | -------------------------- |
| Stefanie        | Kathryn Grayson | Bettina Schön              |
| Al Marsh        | Red Skelton     | Walter Gross               |
| Tony Naylor     | Howard Keel     | Axel Monjé                 |
| Jerry Ralby     | Gower Champion  | Eckart Dux                 |
| Bubbles Cassidy | Ann Miller      | Loni Heuser                |
| Max Fogelsby    | Kurt Kasznar    | Stanislav Ledinek          |

## Veröffentlichung
Die Premiere des Films fand am 29. Mai 1952 in New York statt. In der Bundesrepublik Deutschland kam er am 15. Mai 1953 in die Kinos.

## Kritiken
Der Filmkritiken-Aggregator Rotten Tomatoes hat in einer Auswertung ein Publikumsergebnis von 33 Prozent positiver Bewertungen ermittelt.
Das Lexikon des internationalen Films schrieb: „Aufwendig produzierte Hollywoodunterhaltung.“
A. H. Weiler von der The New York Times befand, da die Story des Originalmusicals schon kein funkelndes Juwel gewesen sei, sei die Geschichte der aktuellen Fassung eine Nuance uninteressanter. Aber das sei nur Krittelei an unwichtigen Dingen. Wichtiger sei, dass man die Geschichte problemlos ignorieren könne, da die Produzenten, die auch an Technicolor nicht gespart haben, alle Stücke der kräftigen Musik einsetzten.
Bob Thomas schrieb im Santa Cruz Sentinel, der Film habe, wie bei Musicals üblich, nicht viel Geschichte. Glücklicherweise werde die Geschichte dem Anreiz für Augen und Ohren untergeordnet.
Der Kritiker des TV Guide sah ein annehmbares Remake mit vielen Sensationen, Farbe und exzellenten Interpretationen der sensationellen Musik.